# Kabupaten de Sintang
Le kabupaten de Sintang, en indonésien Kabupaten Sintang, est un kabupaten de la province indonésienne de Kalimantan occidental dans l'île de Bornéo. Son chef-lieu s'appelle également Sintang.
D'une superficie de 32 279 km2, c'est le deuxième kabupaten de la province pour la taille. Sa population est d'environ 500 000 habitants.

## Histoire

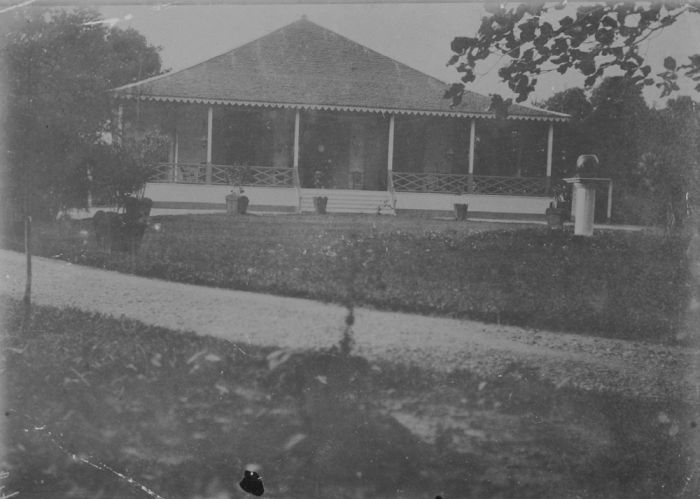
Demeure de l' assistent-resident de Sintang (vers 1900)

Sintang était le siège d'un sultanat.